# Kratka Dandolova kronika
Kratka Dandolova kronika (lat. Chronicon Brevis ad annum 46 – 1342), srednjovjekovna kronika iz 14. stoljeća koju je napisao mletački dužd Andrija Dandolo († 1354.). Kronika daje opis povijesti Mletačke Republike od osnutka grada Venecije do 1342. godine. To je prva od dviju Dandolovih kronika Venecije, a ova također daje nešto podataka za hrvatsku povijest ranog srednjeg vijeka.
U kronici se spominje pomorski sukob hrvatskog kneza Domagoja († 876.) te slavensko pustošenje obala Istre, ali i napad Saracena te obnova sukoba između Mlečana, Hrvata i Neretljana. Opisuje se, također, vojna ekspedicija mletačkog dužda Petra II. Orseola početkom 11. stoljeća na istočnu obalu Jadrana te sukob Hrvata i Neretljana protiv dalmatinskih gradova, kao i njihovo priznavanje duždeve vlasti te duždov sukob sa Slavenima. Dandolo navodi da su nekako krajem 11. ili početkom 12. stoljeća dalmatinske gradske komune opozvale vjernost Veneciji i priznale ugarsku vlast. Mletački dužd Ordelaf Falier je, prema pisanju Dandolove kronike, uspio pobijediti Mađare i zauzeti Dalmaciju, ali je prešao i planine te zauzeo Hrvatsku i pridodao sebi i svojim nasljednicima naslov dužda Hrvatske uz već ranije stečeni naslov dužda Dalmacije. Kada je pobjedonosno napustio te krajeve i vratio se u Veneciju, ugarski kralj je poslao veliku vojsku na Dalmaciju, na što je i dužd opet došao s vojskom te je poražen i ubijen u bitci. Tijelo mu je preneseno u Veneciju i pokopano u bazilici sv. Marka.